# Fondation Juminkeko
La Fondation Juminkeko (ou Juminkeko) dirige le Centre culturel d'information sur le Kalevala et sur la culture carélienne situé à Kuhmo en Finlande. Le bâtiment a été conçu par les architectes finlandais Mikko Heikkinen et Markku Komonen,.

## Activités
La Fondation promeut la préservation du patrimoine culturel traditionnel lié au Kalevala et les échanges culturels entre Finlande et République de Carélie.
La Fondation organise des expositions et autres événements à Kuhmo et ailleurs en Finlande et dans la République de Carélie.
Autres activités de Juminkeko sont la publication, le collecte, l’archivage du matériel traditionnel et l’opération de revitalisation des villages poétiques de Viena, fameux pour la tradition de poésie populaire chantée. En plus, Juminkeko sert de centre culturel national pour les enfants dans le domaine de la culture traditionnelle.
La Fondation Juminkeko organise des expéditions dans la République de Carélie avec des chercheurs des traditions populaires.
Parmi ses associés figurent l’archive de poésie populaire de la Société de littérature finnoise (SKS), la Société du Kalevala (Kalevalaseura) et l’Institut de langue, littérature et histoire du Centre scientifique de Carélie qui fait partie de l’Académie des sciences de Russie.
Pour ses activités principales, la Fondation reçoit des subventions du Ministère de l'Éducation et de la Culture. Les autres activités sont financées par plusieurs projets : projets de l’Union européenne, projets pour la coopération dans les régions voisines, projets financés par le Fonds culturel de Finlande, etc.

## Revitalisation des villages poétiques de Viena
Dès 1990, la Fondation Juminkeko poursuit le projet de revitalisation des villages poétiques de Viena avec la collaboration de la Fondation carélienne Arhippa Perttunen. Le projet a une durée de 30 ans et son objectif principal est de sauvegarder la culture carélienne de Viena.
En 1993, le projet de revitalisation a été agrée par l’Unesco comme partie intégrante de la Décennie mondiale du développement culturel. De 1996 à 2001 la World Monuments Watch a inclus le village carélien de Panozero dans la liste des 100 biens culturels les plus menacés au monde. En 2005, Panozero a gagné le prix Europa Nostra, le plus important prix européen pour la protection du patrimoine culturel,.